# 標錯參
《標錯參》，是1987年上映的一部香港喜劇片，由張堅庭執導，鄒定歐監製，洪金寶、鍾鎮濤、王祖賢、陳友主演。

## 劇情
丁小忠(肥丁)（洪金寶 飾）是一家珠寶貿易公司的職員，因其外表肥胖及個性老實，被老闆娘周太（梁珊 飾）及其弟（曹查理 飾）覺得好欺負而常把粗活工作交其處理。更甚者工作稍微出錯會被罵得狗血淋頭。肥丁一天與老闆娘及其弟送鑽石給客人，但肥丁解款往銀行途中被不明賊人攔途截劫，後更被老闆娘誣告其與劫匪是同夥。氣憤難平的肥丁突發奇想綁架周太以便勒索贖金，但錯綁老闆的私生女祖兒（王祖賢 飾）。恰巧綁架的過程又被公司同事阿B（鍾鎮濤 飾）目睹，肉參祖兒又被阿B偷走藏至其家中。肥丁在不知情下打電話向周家勒索贖金，通話過後老闆娘竟然在其身邊。其後阿B打電話告訴肥丁告訴他綁錯了人，並要脅他要向周家索贖金。及後肥丁陰錯陽差下洞悉阿B身份，二人便合作向周家索要贖金。

## 演員表
| 演員      | 角色                                                        |
| 洪金寶    | 丁小忠 肥丁                                                 |
| 鍾鎮濤    | 阿B 弱智浩二                                                |
| 王祖賢    | 祖兒 周生的私生女                                           |
| 陳友      | 王幹探 負責祖兒被綁架案                                     |
| 梁珊      | 周太 周生之正室，但無兒女 祖兒後母，不承認祖兒 珠寶店老闆娘 |
| 梅欣      | 周生 祖兒之父 珠寶店老闆                                    |
| 曹查理    | 周太之弟 珠寶店經理                                         |
| 吳孟達    | 警司                                                        |
| 午馬      | 紋身師傅 客串                                               |
| 唐麗球    |                                                             |
| 楊斯      |                                                             |
| 成奎安    | 銀行搶匪 客串                                               |
| 成福安    |                                                             |
| 陳佩珊    |                                                             |
| 孟浪      |                                                             |
| 吳詠琪    |                                                             |
| 馮意清    |                                                             |
| 龍英      |                                                             |
| 陸應康    |                                                             |
| 何子滿    |                                                             |
| 楊劍文    |                                                             |
| 蔡國強    |                                                             |
| 杜偉和    |                                                             |
| 元武      |                                                             |
| 元德      |                                                             |
| 曹源達    |                                                             |
| AP George |                                                             |
| 鄧友祺    |                                                             |
| 丹密茨    |                                                             |

## 外部連結
- 香港影庫上《標錯參》的資料（繁體中文）
- 互联网电影数据库（IMDb）上《標錯參》的资料（英文）